# Xã Washington, Quận Gratiot, Michigan
Xã Washington (tiếng Anh: Washington Township) là một xã thuộc quận Gratiot, tiểu bang Michigan, Hoa Kỳ. Năm 2010, dân số của xã này là 870 người.